# Hemiceras conspirata
Hemiceras conspirata är en fjärilsart som beskrevs av William Schaus 1906. Hemiceras conspirata ingår i släktet Hemiceras och familjen tandspinnare. Inga underarter finns listade i Catalogue of Life.